# Џим Греј
Џејмс Николас „Џим” Греј (енгл. James Nicholas „Jim” Gray; Сан Франциско, Калифорнија, 12. јануар 1944; нестао 2007) био је амерички информатичар који је 1998. добио Тјурингову награду „за допринос истраживању у области база података и процесирања трансакција и техничко вођство у системској имплементацији”.

## Биографија
Греј је студирао на Универзитету Калифорније у Берклију, где је и дипломирао 1966. на смеру за инжењерску математику (математика и статистика), а три године касније и докторирао у области рачунарства. Греј је први дипломац који је одбранио докторат на катедри за рачунарство универзитета Беркли. Као бриљантан и ванредно приступачан истраживач, Џим Греј се већ на почетку своје каријере истакао као лидер у круговима који су се бавили истраживањима везаним за област база података и рачунарских система. Број његових сарадника који су га сматрали блиским пријатељем је импресиван, а сам Греј је допринео на много различитих начина развоју више стотина каријера.

## Нестанак на мору и потрага
За време кратке самосталне пловидбе до острва Фаралон близу Сан Франциска, са циљем да тамо проспе пепео своје мајке, његова јахта под називом Tenacious (Тврдоглава), пријављена је несталом у недељу, 28. јануара 2007. Обалска стража је претраживала област у којој је јахта последњи пут виђена пуна четири дана помоћу авиона C-130 Херкул, хеликоптера, и патролних чамаца, али није наишла ни на какав траг.
Грејева јахта је била опремљена уређајем EPIRB (Emergency Position-Indicating Radio Beacon) који се аутоматски активира и почиње са емитовањем радио-сигнала у случају да јахта потоне. Област у околини острва Фаралон, где је Греј пловио, је доста удаљена од источно-западног канала који користе теретни бродови који упловљавају и испловљавају из залива Сан Франциска. Време је тог дана било ведро, и није био пријављен ниједан случај да је неки други брод ударио у Грејеву јахту. Није било ни примљених SOS радио-сигнала.
Сателит DigitalGlobe је 1. фебруара 2007. скенирао читаву област, генеришући на хиљаде слика. Слике су објављене на сајту Amazon Mechanical Turk да би се потрага проширила, а у нади да ће неко угледати Грејев брод на њима.
Пријатељи Џима Греја су 16. фебруара 2007. обуставили своју потрагу, али су наставили да проверавају све важне трагове. Породица је обуставила своју потрагу 31. маја 2007. Према чланку у новинама Меркури њуз које излазе у Сан Хозеу један од чланова Обалске страже описао је вишемесечни труд као „највећу, строго цивилну, приватно финансирану потрагу коју сам икад видео”. Нажалост, није се дошло до нових трагова.